# Hernandia
A Hernandia a babérvirágúak (Laurales) rendjébe, ezen belül a Hernandiaceae családjába tartozó nemzetség.

## Előfordulásuk
A Hernandia-fajok a Föld egyes trópusi részein fordulnak elő. Az Amerikákban az USA déli részétől és a Karib-térségtől Közép-Amerikán keresztül, egészen Észak-Brazíliáig találhatók meg. Madagaszkáron és Srí Lankán is jelen vannak. Ausztrálázsiában, Délkelet-Ázsiától és a Fülöp-szigetektől kezdve Indonézián és Pápua Új-Guineán keresztül Északkelet-Ausztráliáig lelhetők meg.

## Rendszerezés
A nemzetségbe az alábbi 26 faj tartozik:
- Hernandia albiflora (C.T.White) Kubitzki
- Hernandia beninensis Welw. ex Henriq.
- Hernandia bivalvis Benth.
- Hernandia catalpifolia Britton & Harris
- Hernandia cordigera Vieill.
- Hernandia cubensis Griseb.
- Hernandia didymantha Donn.Sm.
- Hernandia drakeana Nadeaud - egyesek kihalt fajnak vélik, bár bizonyíték még nincs hozzá
- Hernandia guianensis Aubl.
- Hernandia hammelii D'Arcy
- Hernandia jamaicensis Britton & Harris
- Hernandia labyrinthica Tuyama
- Hernandia lychnifera Grayum & N.Zamora
- Hernandia mascarenensis (Meisn.) Kubitzki
- Hernandia moerenhoutiana Guill.
- Hernandia nukuhivensis F.Br.
- Hernandia nymphaeifolia (C.Presl) Kubitzki
- Hernandia obovata O.C.Schmidt
- Hernandia olivacea Gillespie
- Hernandia ovigera L.
- Hernandia rostrata Kubitzki
- Hernandia sonora L. - típusfaj
- Hernandia stenura Standl.
- Hernandia temarii Nadeaud
- Hernandia voyronii Jum.
- Hernandia wendtii Espejo